# Ojo por ojo (película de 1968)
Ojo por ojo (Oggi a me... domani a te! en su título original italiano, exhibida internacionalmente como Today We Kill, Tomorrow We Die! y Today It's Me... Tomorrow It's You!) es un spaghetti western italiano de 1968. Supuso el debut en la dirección de Tonino Cervi, contando con la colaboración en el guion de Dario Argento. En el reparto, con actores muy característicos del subgénero, resulta llamativa la presencia del actor japonés Tatsuya Nakadai, quien años después rodaría Kagemusha y Ran de Akira Kurosawa.

## Argumento
Bill Kiowa (Brett Halsey) sale de prisión después de cinco años de condena, tras ser injustamente acusado. Contando con el dinero de su padre, Bill contrata a cuatro hombres para enfrentarse al culpable de su encarcelamiento y de la muerte de su mujer india: Elfego (Tatsuya Nakadai).

## Producción
Al contrario de lo que suele suceder en la mayor parte de los spaghetti western, rodados en escenarios semidesérticos de España, la película se rodó enteramente en bosques y prados de Manziana y en Roma.

## Reparto
- Brett Halsey (acreditado con el pseudónimo de Montgomery Ford) ... Bill Kiowa
- Bud Spencer ... O'Bannion
- Wayde Preston ... Jeff Milton
- Jeff Cameron ... Moreno
- William Berger ... Francis Colt Moran
- Tatsuya Nakadai ... James Elfego
- Dana Ghia (acreditada con el pseudónimo de Diana Madigan) Mirana Kiowa
- Franco Borelli (acreditado con el pseudónimo de Stanley Gordon) ... Bunny Fox
- Teodoro Corrà
- Aldo Marianecci ... Barbero

## Dobladores italianos
- Giuseppe Rinaldi ... Brett Halsey
- Ferruccio Amendola ... Bud Spencer
- Renato Turi ... Wayde Preston
- Gianfranco Bellini ... Jeff Cameron
- Pino Locchi ... William Berger
- Sergio Tedesco ... Tatsuya Nakadai
- Fiorella Betti ... Diana Madigan
- Massimo Turci ... Stanley Gordon
- Bruno Persa ... Michele Borelli
- Carlo D'Angelo ... Aldo Marianecci
- Manlio Busoni ... Franco Pechini
- Lauro Gazzolo ... Franco Gulà
- Luciano De Ambrosis ... Pietro Torrisi
- Vinicio Sofia ... Remo Capitani